# Bruno Giacconi
Bruno Giacconi (Osimo, 20 novembre 1889 – Sondrio, 25 febbraio 1957) è stato un militare, tiratore a volo e politico italiano.

## Biografia
Bruno Giacconi frequentò con successo l'Accademia Militare di Modena e partecipò come capitano dei Bersaglieri di un battaglione ciclisti alla prima guerra mondiale distinguendosi in diverse occasioni. Alla fine della guerra fu promosso maggiore e gli furono assegnate diverse medaglie tra cui la medaglia d'argento al valor militare, in commutazione di una precedente di bronzo.
Terminata la guerra, nel 1919 conduce il suo battaglione al completa a Fiume, partecipando all'impresa fiumana al fianco di Gabriele D'Annunzio ricoprendo poi la carica di Presidente del Consiglio Militare della Reggenza del Carnaro. Terminata la vicenda di Fiume, rimarrà sempre un fedelissimo compagno del "vate". Per punizione, per aver partecipato all'impresa di D'Annunzio fu confinato al distretto militare di Sondrio, dove presto entra attivamente a far parte della vita politica della città sposandosi nel 1922 con la nobile Adriana Sertoli. Prestò servizio anche a Brescia e Cremona.
Sportivo appassionato di tiro con la pistola nel 1932 cercò la qualificazione olimpica ma il 16 maggio nelle preselezioni di Bologna arrivò secondo battuto da Domenico Matteucci, ma nella convocazione a Roma viene definitivamente escluso. Ritenta nuovamente nel 1936 ottenendo l'agognata convocazione e venendo inserito nella pattuglia italiana per i Giochi della XI Olimpiade di Berlino. La competizione di tiro a segno si svolgono al poligono di Wannsee, presso Berlino. Giacconi partecipa alla gara da 25 metri e pur superando le qualificazioni è sconfitto nella finale classificandosi 11º.
Giacconi fu preside del rettorato provinciale di Sondrio dal 1944 al 1945.